# Tomáš Christ

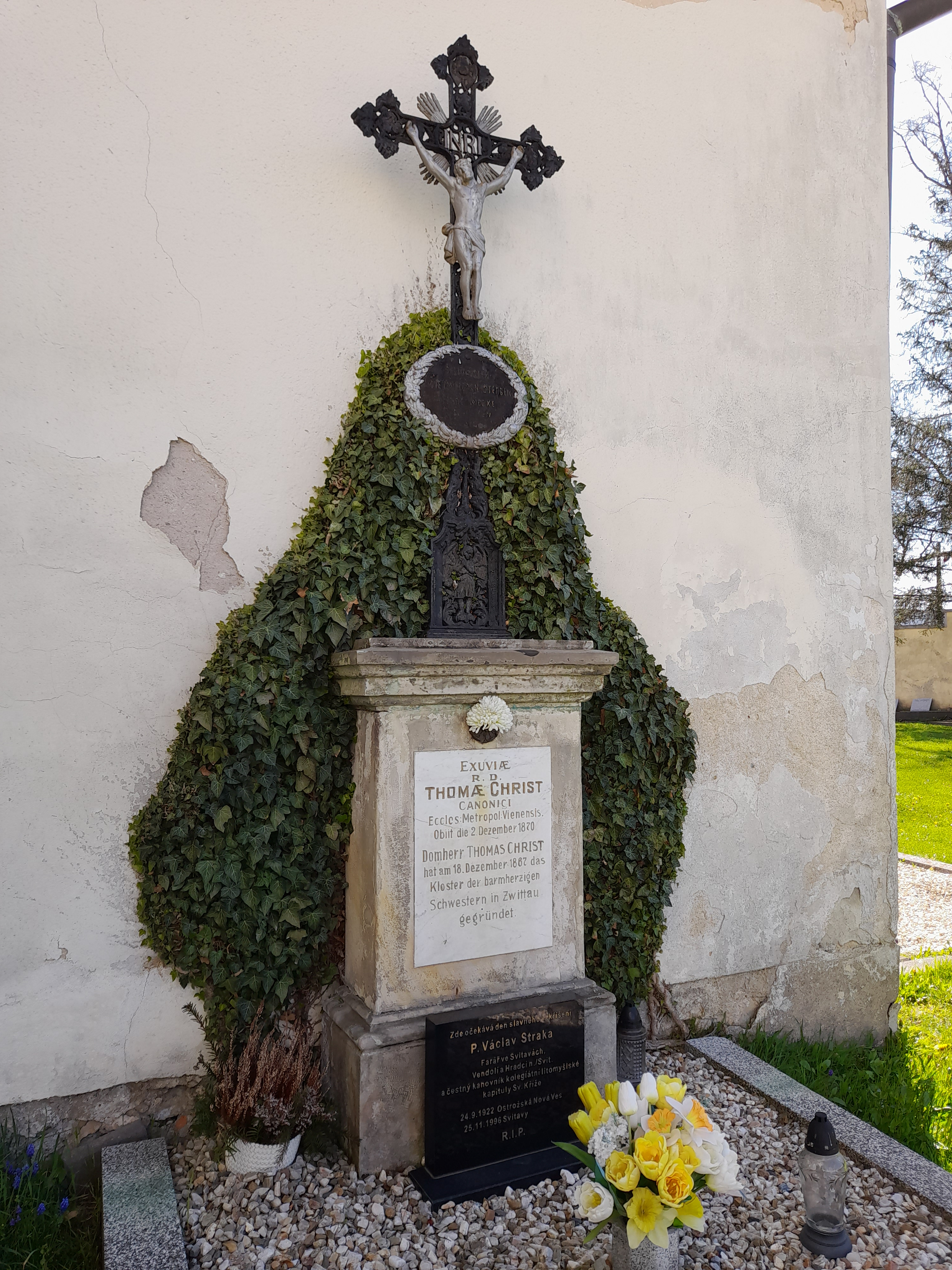
Hrob ve Svitavách u kostela sv. Jiljí

Tomáš Vincenc Christ, německy Thomas Vincenz Christ (3. prosince 1791 Svitavy – 2. prosince 1870 Vídeň, 1. okres, Stephansplatz 5 ) byl český katolický kněz a prelát, profesor dogmatické teologie na olomouckém lyceu (od r. 1821), rektor lycea a děkan Teologické fakulty v Olomouci. Roku 1834 obdržel katedru dogmatiky na vídeňské univerzitě, které se vzdal, když byl r. 1841 jmenován kanovníkem metropolitní kapituly sv. Štěpána ve Vídni.